# Fettes Brot/Diskografie
Diese Diskografie ist eine Übersicht über die musikalischen Werke der deutschen Hip-Hop-Band Fettes Brot und ihrer Pseudonyme wie Die 3, D.O.C.H.! und Fettes Brot ohne Worte. Den Quellenangaben und Schallplattenauszeichnungen zufolge hat sie bisher mehr als 270.000 Tonträger verkauft. Ihre erfolgreichste Veröffentlichung ist die Single Emanuela mit über 160.000 verkauften Einheiten.

## Alben

### Studioalben
| Jahr | Titel Musiklabel                                    | Höchstplatzierung, Gesamtwochen, AuszeichnungChartplatzierungen (Jahr, Titel, Musiklabel, Platzierungen, Wochen, Auszeichnungen, Anmerkungen) | Höchstplatzierung, Gesamtwochen, AuszeichnungChartplatzierungen (Jahr, Titel, Musiklabel, Platzierungen, Wochen, Auszeichnungen, Anmerkungen) | Höchstplatzierung, Gesamtwochen, AuszeichnungChartplatzierungen (Jahr, Titel, Musiklabel, Platzierungen, Wochen, Auszeichnungen, Anmerkungen) | Anmerkungen                                             |
| Jahr | Titel Musiklabel                                    | DE | AT | CH | Anmerkungen                                             |
| ---- | --------------------------------------------------- | --- | --- | --- | ------------------------------------------------------- |
| 1995 | Auf einem Auge blöd Alternation (IRS)               | DE29 (26 Wo.)DE | — | CH22 (14 Wo.)CH | Erstveröffentlichung: 20. April 1995                    |
| 1996 | Außen Top Hits, innen Geschmack Alternation (IRS)   | DE10 (15 Wo.)DE | AT21 (7 Wo.)AT | CH14 (7 Wo.)CH | Erstveröffentlichung: 12. September 1996                |
| 1998 | Fettes Brot lässt grüßen Alternation (IRS)          | DE9 (15 Wo.)DE | AT30 (4 Wo.)AT | CH27 (4 Wo.)CH | Erstveröffentlichung: 2. Oktober 1998                   |
| 2001 | Demotape Yo Mama (Indigo)                           | DE11 (18 Wo.)DE | AT28 (7 Wo.)AT | CH49 (5 Wo.)CH | Erstveröffentlichung: 1. Oktober 2001                   |
| 2005 | Am Wasser gebaut Fettes Brot Schallplatten (Indigo) | DE4 Gold · (38 Wo.)DE | AT9 (15 Wo.)AT | CH23 (9 Wo.)CH | Erstveröffentlichung: 21. März 2005 Verkäufe: + 100.000 |
| 2008 | Strom und Drang Fettes Brot Schallplatten (Indigo)  | DE3 (24 Wo.)DE | AT9 (10 Wo.)AT | CH14 (7 Wo.)CH | Erstveröffentlichung: 14. März 2008                     |
| 2013 | 3 is ne Party Fettes Brot Schallplatten (GA)        | DE3 (19 Wo.)DE | AT20 (5 Wo.)AT | CH19 (3 Wo.)CH | Erstveröffentlichung: 1. November 2013                  |
| 2015 | Teenager vom Mars Fettes Brot Schallplatten (GA)    | DE7 (7 Wo.)DE | AT29 (1 Wo.)AT | CH27 (2 Wo.)CH | Erstveröffentlichung: 4. September 2015                 |
| 2019 | Lovestory Fettes Brot Schallplatten (GA)            | DE12 (4 Wo.)DE | AT17 (2 Wo.)AT | CH23 (2 Wo.)CH | Erstveröffentlichung: 2. Mai 2019                       |

### Livealben
| Jahr | Titel Musiklabel                                                         | Höchstplatzierung, Gesamtwochen, AuszeichnungChartplatzierungen (Jahr, Titel, Musiklabel, Platzierungen, Wochen, Auszeichnungen, Anmerkungen) | Höchstplatzierung, Gesamtwochen, AuszeichnungChartplatzierungen (Jahr, Titel, Musiklabel, Platzierungen, Wochen, Auszeichnungen, Anmerkungen) | Höchstplatzierung, Gesamtwochen, AuszeichnungChartplatzierungen (Jahr, Titel, Musiklabel, Platzierungen, Wochen, Auszeichnungen, Anmerkungen) | Anmerkungen                            |
| Jahr | Titel Musiklabel                                                         | DE | AT | CH | Anmerkungen                            |
| ---- | ------------------------------------------------------------------------ | --- | --- | --- | -------------------------------------- |
| 2010 | Fettes Fettes Brot Schallplatten (Indigo)                                | DE4 (12 Wo.)DE | AT19 (6 Wo.)AT | CH34 (6 Wo.)CH | Erstveröffentlichung: 26. Februar 2010 |
| 2010 | Brot Fettes Brot Schallplatten (Indigo)                                  | DE6 (12 Wo.)DE | AT26 (4 Wo.)AT | CH47 (5 Wo.)CH | Erstveröffentlichung: 26. Februar 2010 |
| 2017 | Gebäck in the Days – Live in Hamburg 2016 Fettes Brot Schallplatten (GA) | DE62 (1 Wo.)DE | — | — | Erstveröffentlichung: 8. Dezember 2017 |

### Kompilationen
| Jahr | Titel Musiklabel                                                  | Höchstplatzierung, Gesamtwochen, AuszeichnungChartplatzierungen (Jahr, Titel, Musiklabel, Platzierungen, Wochen, Auszeichnungen, Anmerkungen) | Höchstplatzierung, Gesamtwochen, AuszeichnungChartplatzierungen (Jahr, Titel, Musiklabel, Platzierungen, Wochen, Auszeichnungen, Anmerkungen) | Höchstplatzierung, Gesamtwochen, AuszeichnungChartplatzierungen (Jahr, Titel, Musiklabel, Platzierungen, Wochen, Auszeichnungen, Anmerkungen) | Anmerkungen                             |
| Jahr | Titel Musiklabel                                                  | DE | AT | CH | Anmerkungen                             |
| ---- | ----------------------------------------------------------------- | --- | --- | --- | --------------------------------------- |
| 1997 | Alles für die Cuts Yo Mama (FMV)                                  | — | — | — | Erstveröffentlichung: 1997              |
| 2000 | Fettes Brot für die Welt Alternation (IRS)                        | DE10 (14 Wo.)DE | AT32 (6 Wo.)AT | CH55 (4 Wo.)CH | Erstveröffentlichung: 12. Mai 2000      |
| 2001 | Alles für die Cuts 2 Yo Mama (FMV)                                | — | — | — | Erstveröffentlichung: 2001              |
| 2002 | Amnesie – 16 Singles und Videos gegen das Vergessen Yo Mama (EMI) | DE41 (5 Wo.)DE | — | — | Erstveröffentlichung: 22. November 2002 |
| 2010 | Fettes / Brot Fettes Brot Schallplatten (Indigo)                  | DE57 (2 Wo.)DE | — | — | Erstveröffentlichung: 29. Oktober 2010  |
| 2023 | Hitstory Fettes Brot Schallplatten (GA)                           | DE2 (2 Wo.)DE | — | CH65 (1 Wo.)CH | Erstveröffentlichung: 10. Februar 2023  |

### EPs
| Jahr | Titel Musiklabel                                            | Anmerkungen                            |
| ---- | ----------------------------------------------------------- | -------------------------------------- |
| 1994 | Mitschnacker Yo Mama (Indigo)                               | Erstveröffentlichung: 22. April 1994   |
| 2015 | Das letzte Lied auf der Welt Fettes Brot Schallplatten (GA) | Erstveröffentlichung: 6. November 2015 |

## Singles

### Als Leadmusiker
| Jahr | Titel Album                                                           | Höchstplatzierung, Gesamtwochen, AuszeichnungChartplatzierungen (Jahr, Titel, Album, Platzierungen, Wochen, Auszeichnungen, Anmerkungen) | Höchstplatzierung, Gesamtwochen, AuszeichnungChartplatzierungen (Jahr, Titel, Album, Platzierungen, Wochen, Auszeichnungen, Anmerkungen) | Höchstplatzierung, Gesamtwochen, AuszeichnungChartplatzierungen (Jahr, Titel, Album, Platzierungen, Wochen, Auszeichnungen, Anmerkungen) | Anmerkungen |
| Jahr | Titel Album                                                           | DE | AT | CH | Anmerkungen |
| ---- | --------------------------------------------------------------------- | --- | --- | --- | --- |
| 1994 | Definition von Fett Mitschnacker • Auf einem Auge blöd                | — | — | — | Erstveröffentlichung: Oktober 1994                                                                                   |
| 1995 | Männer Auf einem Auge blöd                                            | — | — | — | Erstveröffentlichung: 27. Februar 1995                                                                               |
| 1995 | Nordisch by Nature Auf einem Auge blöd                                | DE17 (22 Wo.)DE | — | — | Erstveröffentlichung: Juni 1995                                                                                      |
| 1996 | Jein Außen Top Hits, innen Geschmack                                  | DE10 (23 Wo.)DE | — | CH7 (19 Wo.)CH | Erstveröffentlichung: 1. April 1996                                                                                  |
| 1996 | Mal sehen Außen Top Hits, innen Geschmack                             | DE68 (5 Wo.)DE | — | CH23 (6 Wo.)CH | Erstveröffentlichung: August 1996                                                                                    |
| 1997 | Silberfische in meinem Bett Außen Top Hits, innen Geschmack           | — | — | — | Erstveröffentlichung: 7. Januar 1997                                                                                 |
| 1997 | Mikrokosmonaut Außen Top Hits, innen Geschmack                        | — | — | — | Erstveröffentlichung: 27. Januar 1997                                                                                |
| 1997 | Schocktherapie Außen Top Hits, innen Geschmack                        | — | — | — | Erstveröffentlichung: 27. Januar 1997                                                                                |
| 1997 | Sekt oder Selters Amnesie – 16 Singles und Videos gegen das Vergessen | DE81 (2 Wo.)DE | — | — | Erstveröffentlichung: 18. August 1997                                                                                |
| 1998 | Lieblingslied Fettes Brot lässt grüßen                                | DE81 (3 Wo.)DE | — | — | Erstveröffentlichung: 6. Juli 1998                                                                                   |
| 1998 | Viele Wege führen nach Rom Fettes Brot lässt grüßen                   | DE96 (1 Wo.)DE | — | — | Erstveröffentlichung: 7. September 1998                                                                              |
| 1998 | Können diese Augen lügen? Fettes Brot lässt grüßen                    | DE100 (1 Wo.)DE | — | — | Erstveröffentlichung: 30. November 1998                                                                              |
| 2000 | Da draußen Fettes Brot für die Welt                                   | DE35 (14 Wo.)DE | — | CH58 (11 Wo.)CH | Erstveröffentlichung: 25. April 2000                                                                                 |
| 2001 | Schwule Mädchen Demotape                                              | DE9 (15 Wo.)DE | AT11 (14 Wo.)AT | CH74 (10 Wo.)CH | Erstveröffentlichung: 20. August 2001                                                                                |
| 2001 | Fast 30 Demotape                                                      | — | — | — | Erstveröffentlichung: 19. November 2001 mit Skunk Funk                                                               |
| 2001 | The Grosser Demotape                                                  | DE26 (11 Wo.)DE | AT49 (9 Wo.)AT | CH75 (4 Wo.)CH | Erstveröffentlichung: 3. Dezember 2001 mit Memphis Horns & Montana Chromeboy Original: Steve Miller Band – The Joker |
| 2002 | Welthit Amnesie – 16 Singles und Videos gegen das Vergessen           | DE75 (3 Wo.)DE | — | — | Erstveröffentlichung: 28. Oktober 2002                                                                               |
| 2003 | Ich bin müde Rio Reiser – Familienalbum: Eine Hommage (Sampler)       | DE87 (1 Wo.)DE | — | — | Erstveröffentlichung: 20. Oktober 2003 Original: Wolfgang Michels                                                    |
| 2005 | Emanuela Am Wasser gebaut                                             | DE3 Gold · (23 Wo.)DE | AT1 Gold · (27 Wo.)AT | CH20 (20 Wo.)CH | Erstveröffentlichung: 14. Februar 2005 Verkäufe: + 165.000                                                           |
| 2005 | An Tagen wie diesen Am Wasser gebaut                                  | DE9 (26 Wo.)DE | AT10 (26 Wo.)AT | CH69 (7 Wo.)CH | Erstveröffentlichung: 28. August 2005 mit Finkenauer                                                                 |
| 2006 | Soll das alles sein? Am Wasser gebaut                                 | DE40 (9 Wo.)DE | AT54 (1 Wo.)AT | — | Erstveröffentlichung: 10. März 2006                                                                                  |
| 2006 | Was in der Zeitung steht Strandgut                                    | — | — | — | Erstveröffentlichung: 5. Mai 2006 als D.O.C.H.!                                                                      |
| 2006 | Fußball ist immer noch wichtig Strandgut                              | DE61 (6 Wo.)DE | — | — | Erstveröffentlichung: 4. August 2006 mit Bela B, Carsten Friedrichs & Marcus Wiebusch                                |
| 2008 | Bettina, zieh dir bitte etwas an Strom und Drang                      | DE3 (15 Wo.)DE | AT14 (16 Wo.)AT | CH43 (8 Wo.)CH | Erstveröffentlichung: 15. Februar 2008 mit Modeselektor                                                              |
| 2008 | Erdbeben Strom und Drang                                              | DE28 (9 Wo.)DE | AT65 (1 Wo.)AT | — | Erstveröffentlichung: 6. Juni 2008                                                                                   |
| 2008 | Ich lass dich nicht los Strom und Drang                               | DE55 (4 Wo.)DE | — | — | Erstveröffentlichung: 26. September 2008 mit Pascal Finkenauer                                                       |
| 2009 | Das allererste Mal Strom und Drang                                    | — | — | — | Erstveröffentlichung: 27. Februar 2009 mit Bernadette La Hengst                                                      |
| 2010 | Jein 2010 (Live) Fettes                                               | DE24 (14 Wo.)DE | AT33 (8 Wo.)AT | CH69 (2 Wo.)CH | Erstveröffentlichung: 12. Februar 2010                                                                               |
| 2010 | Kontrolle (Live) Brot                                                 | DE90 (1 Wo.)DE | — | — | Erstveröffentlichung: 12. Februar 2010                                                                               |
| 2010 | Falsche Entscheidung (Live) Fettes                                    | — | — | — | Erstveröffentlichung: 2. Juli 2010                                                                                   |
| 2010 | Amsterdam (Live) Fettes                                               | DE51 (3 Wo.)DE | — | — | Erstveröffentlichung: 5. November 2010                                                                               |
| 2011 | Lieber verbrennen als erfrieren Strom und Drang                       | — | — | — | Erstveröffentlichung: 20. Mai 2011                                                                                   |
| 2013 | KussKussKuss 3 is ne Party                                            | DE35 (3 Wo.)DE | — | — | Erstveröffentlichung: 3. Mai 2013                                                                                    |
| 2013 | Echo 3 is ne Party                                                    | DE12 (10 Wo.)DE | — | — | Erstveröffentlichung: 4. Oktober 2013                                                                                |
| 2013 | Kannste kommen 3 is ne Party                                          | — | — | — | Erstveröffentlichung: 11. Oktober 2013                                                                               |
| 2013 | 3 Hamburger mit’m Monsterbass                                         | — | — | — | Erstveröffentlichung: 25. Oktober 2013                                                                               |
| 2014 | Für immer immer 3 is ne Party                                         | DE36 (13 Wo.)DE | — | — | Erstveröffentlichung: 14. Februar 2014                                                                               |
| 2014 | Fußballgott Toten Manns Disco                                         | — | — | — | Erstveröffentlichung: 13. Mai 2014                                                                                   |
| 2015 | Teenager vom Mars                                                     | — | — | — | Erstveröffentlichung: 7. August 2015                                                                                 |
| 2015 | Von der Liebe Teenager vom Mars                                       | DE36 (7 Wo.)DE | — | — | Erstveröffentlichung: 28. August 2015                                                                                |
| 2019 | Du driftest nach rechts Lovestory                                     | — | — | — | Erstveröffentlichung: 8. Februar 2019                                                                                |
| 2019 | Deine Mama Lovestory                                                  | — | — | — | Erstveröffentlichung: 23. August 2019                                                                                |
| 2022 | Brot weint nicht –                                                    | — | — | — | Erstveröffentlichung: 1. September 2022                                                                              |

### Als Gastmusiker
| Jahr | Titel Album                                                       | Höchstplatzierung, Gesamtwochen, AuszeichnungChartplatzierungen (Jahr, Titel, Album, Platzierungen, Wochen, Auszeichnungen, Anmerkungen) | Höchstplatzierung, Gesamtwochen, AuszeichnungChartplatzierungen (Jahr, Titel, Album, Platzierungen, Wochen, Auszeichnungen, Anmerkungen) | Höchstplatzierung, Gesamtwochen, AuszeichnungChartplatzierungen (Jahr, Titel, Album, Platzierungen, Wochen, Auszeichnungen, Anmerkungen) | Anmerkungen                                                         |
| Jahr | Titel Album                                                       | DE | AT | CH | Anmerkungen                                                         |
| ---- | ----------------------------------------------------------------- | --- | --- | --- | ------------------------------------------------------------------- |
| 1995 | Die krasse Klasse / Hip Hop und Rap –                             | — | — | — | Erstveröffentlichung: 17. März 1995 als Teil von Die Klasse von ’95 |
| 1999 | Ruf mich an Happy Birthday                                        | DE53 (6 Wo.)DE | — | CH39 (4 Wo.)CH | Erstveröffentlichung: 26. April 1999 James Last feat. Fettes Brot   |
| 2018 | Der Kommissar Falco Coming Home – The Tribute Donauinselfest 2017 | — | — | — | Erstveröffentlichung: 21. April 2018 Falco feat. Fettes Brot        |

## Musikvideos
| Jahr | Titel                            | Regisseur(e)                                            |
| ---- | -------------------------------- | ------------------------------------------------------- |
| 1994 | Definition von Fett              | Nick Schofield, Marcus Sternberg                        |
| 1995 | Männer                           |                                                         |
| 1995 | Nordisch by Nature               | Nick Schofield, Marcus Sternberg                        |
| 1996 | Jein                             | Sven Bollinger, Jan Christoph Schultchen, Markus Wacker |
| 1996 | Mal sehen                        | Sven Bollinger, Jan Christoph Schultchen, Markus Wacker |
| 1997 | Silberfische in meinem Bett      | Sven Bollinger, Jan Christoph Schultchen, Markus Wacker |
| 1997 | Sekt oder Selters                |                                                         |
| 1998 | Lieblingslied                    | Sven Bollinger, Jan Christoph Schultchen, Markus Wacker |
| 1998 | Viele Wege führen nach Rom       | Sven Bollinger, Jan Christoph Schultchen, Markus Wacker |
| 1999 | Können diese Augen lügen?        | Nick Schofield                                          |
| 1999 | Ruf mich an                      | Sven Bollinger, Jan Christoph Schultchen, Markus Wacker |
| 2000 | Da draußen                       | Sven Bollinger                                          |
| 2001 | Schwule Mädchen                  | Sven Bollinger                                          |
| 2001 | Fast 30                          | Jan Schultchen                                          |
| 2001 | The Grosser                      | Sven Bollinger                                          |
| 2002 | Welthit                          | Sven Bollinger                                          |
| 2003 | Ich bin müde                     | Sven Bollinger                                          |
| 2005 | Emanuela                         | Christopher Häring, Daniel Warwick                      |
| 2005 | An Tagen wie diesen              | Christopher Häring, Daniel Warwick                      |
| 2006 | Soll das alles sein?             | Christopher Häring, Daniel Warwick                      |
| 2006 | Was in der Zeitung steht         | Christopher Häring, Daniel Warwick                      |
| 2006 | Fußball ist immer noch wichtig   | Katja Malinowski                                        |
| 2008 | Bettina, zieh dir bitte etwas an | Daniel Warwick                                          |
| 2008 | Erdbeben                         | Micky Sülzer, Daniel Warwick                            |
| 2008 | Ich lass dich nicht los          | Christopher Häring, Katja Malinowski                    |
| 2010 | Jein (2010) (Live)               | Daniel Warwick                                          |
| 2010 | Kontrolle (Live)                 | Jan Christoph Schultchen                                |
| 2010 | Falsche Entscheidung (Live)      | Jan Christoph Schultchen                                |
| 2010 | Amsterdam (Live)                 | Sönke Held                                              |
| 2013 | KussKussKuss                     | Oliver Tietgen (Original) Oliver Tietgen (Remix)        |
| 2013 | Kannste kommen                   | Björn Beton                                             |
| 2013 | Echo                             | Jakob Grunert, Marten Persiel                           |
| 2014 | Für immer immer                  | Jens Herrndorff                                         |
| 2014 | Fußballgott                      | Paul Ripke                                              |
| 2015 | Teenager vom Mars                | Oliver Tietgen                                          |
| 2015 | Von der Liebe                    | Björn Beton                                             |
| 2015 | Das letzte Lied dieser Welt      | Uwe Hartmann                                            |
| 2019 | Du driftest nach rechts          | Fritz Unruh                                             |
| 2019 | Ich liebe mich                   | Jens Herrndorff                                         |
| 2019 | Denxu                            | Fritz Unruh                                             |
| 2019 | Robot Girl                       | Oliver Tietgen                                          |
| 2022 | Brot weint nicht                 | Oliver Tietgen                                          |

## Sonderveröffentlichungen

### Alben
| Jahr | Titel Musiklabel                                 | Anmerkungen |
| ---- | ------------------------------------------------ | --- |
| 2009 | Goldstein Variationen #05 17records (17R)        | Erstveröffentlichung: 9. Januar 2009 Verkäufe: 18 (limitiert); mit Knarf Rellöm Trinity & Station 17 Teil der „Goldstein-Variationen“-Reihe |
| 2014 | Toten Manns Disco Fettes Brot Schallplatten (GA) | Erstveröffentlichung: 2014 Verkäufe: 300 (limitiert); Vertrieb nur auf Konzerten                                                            |

| Jahr | Titel Musiklabel                                                      | Anmerkungen                                                                          |
| ---- | --------------------------------------------------------------------- | ------------------------------------------------------------------------------------ |
| 2011 | Auf einem Auge blöd / Außen Top Hits, innen Geschmack Intercord (EMI) | Erstveröffentlichung: 20. Mai 2011 Teil der „Classic-Albums“-Reihe                   |
| 2014 | 3 Hamburger mit’m Monsterbass Fettes Brot Schallplatten (GA)          | Erstveröffentlichung: 23. Januar 2014 Vertrieb nur während der Fettes Brot Tour 2014 |

| Jahr | Titel Musiklabel                               | Anmerkungen                                                                    |
| ---- | ---------------------------------------------- | ------------------------------------------------------------------------------ |
| 2013 | 2013 in Concert Fettes Brot Schallplatten (GA) | Erstveröffentlichung: 1. November 2013 Teil von 3 is ne Party (V.I.P.-Edition) |

### Lieder
| Jahr | Titel Album                                                            | Anmerkungen                                                                                                 |
| ---- | ---------------------------------------------------------------------- | --- |
| 1994 | Morgen geht die Bombe hoch Genie und Wahnsinn liegen dicht beieinander | Erstveröffentlichung: Mai 1994 Der Tobi & Das Bo feat. Fettes Brot                                          |
| 1994 | Super Mario Genie und Wahnsinn liegen dicht beieinander                | Erstveröffentlichung: Mai 1994 Der Tobi & Das Bo feat. Fettes Brot                                          |
| 1999 | Ruf mich an Happy Birthday                                             | Erstveröffentlichung: 30. April 1999 James Last feat. Fettes Brot                                           |
| 2004 | Wir rühren uns nicht vom Fleck Das Weltall ist zu weit                 | Erstveröffentlichung: 24. Mai 2004 Die Sterne feat. Various Artists                                         |
| 2005 | Auf dem Dach Threeshot – Hip Hop Kingz                                 | Erstveröffentlichung: 28. Februar 2005 Julian Williams feat. Fettes Brot                                    |
| 2006 | Neulich im Hinterhof Vorschlagen und Nachtreten                        | Erstveröffentlichung: November 2006 Skunk Funk feat. Fettes Brot                                            |
| 2007 | Opa erzählt vom Krieg Tough Enough                                     | Erstveröffentlichung: 26. Oktober 2007 Far East Band feat. Fettes Brot                                      |
| 2009 | Ohne Regen kein Regenbogen Goldstein Variationen                       | Erstveröffentlichung: 27. Februar 2009 Station 17 feat. Fettes Brot                                         |
| 2009 | Dieses Ende wird ein Anfang sein Blühende Landschaften                 | Erstveröffentlichung: 28. August 2009 Virginia Jetzt! feat. Fettes Brot                                     |
| 2013 | Laserfete Übelst #Geilon                                               | Erstveröffentlichung: 6. Dezember 2013 MC Fitti feat. Fettes Brot                                           |
| 2018 | Der Kommissar Falco Coming Home – The Tribute Donauinselfest 2017      | Erstveröffentlichung: 2. Februar 2018 Falco feat. Fettes Brot                                               |
| 2018 | Vienna Calling Falco Coming Home – The Tribute Donauinselfest 2017     | Erstveröffentlichung: 2. Februar 2018 Falco feat. Fettes Brot                                               |
| 2020 | Es kommt in Wellen Todesverachtung to Go                               | Erstveröffentlichung: 17. Januar 2020 Kinderzimmer Productions feat. Fettes Brot, Flo Mega & Fantasma Goria |
| 2020 | Mal sehen (Demo Beat Version) Vintage Low Fidelity                     | Erstveröffentlichung: 23. Oktober 2020 I.L.L. Will feat. Fettes Brot                                        |
| 2021 | Ohne Regen kein Regenbogen (Live) Live at Uebel & Gefährlich           | Erstveröffentlichung: 18. Juni 2021 Station 17 feat. Fettes Brot                                            |

| Jahr | Titel Album                  | Anmerkungen                                                           |
| ---- | ---------------------------- | --------------------------------------------------------------------- |
| 1995 | Wir sind die Besten –        | Erstveröffentlichung: November 1995 Interpretation: Der Tobi & das Bo |
| 2003 | Wir sind frei –              | Erstveröffentlichung: 4. August 2003 Interpretation: Blumfeld         |
| 2006 | Dini Stadt Imitat Dark Angel | Erstveröffentlichung: 22. September 2006 Interpretation: Kutti MC     |
| 2007 | You Know I’m No Good –       | Erstveröffentlichung: 2. April 2007 Interpretation: Amy Winehouse     |
| 2008 | She Was Great –              | Erstveröffentlichung: 5. September 2008 Interpretation: Beatsteaks    |
| 2009 | 100 Yard Dash –              | Erstveröffentlichung: 27. März 2009 Interpretation: Raphael Saadiq    |
| 2019 | Du –                         | Erstveröffentlichung: 15. März 2019 Interpretation: Joris             |

| Jahr | Titel Album                                                                                            | Anmerkungen                                                        |
| ---- | --- | ------------------------------------------------------------------ |
| 1993 | Schule der Gewalt Endzeit ’93                                                                          | Erstveröffentlichung: 1993                                         |
| 1993 | Schwarzbrot – Weißbrot Endzeit ’93                                                                     | Erstveröffentlichung: 1993                                         |
| 1994 | Das wahre Leben                                                                                        | Erstveröffentlichung: 1994                                         |
| 1995 | Dionysos 2 Disco 3000                                                                                  | Erstveröffentlichung: 1995                                         |
| 1995 | Schade Schokolade Die Klasse von ’95                                                                   | Erstveröffentlichung: 1995                                         |
| 1995 | Gangsta Rap (Hartkernspaltung) Stop Chirac                                                             | Erstveröffentlichung: 9. Oktober 1995                              |
| 1997 | Was hat der Junge doch für Nerven GötterDÄmmerung – Tribut an die beste Band der Welt                  | Erstveröffentlichung: 20. Oktober 1997 Original: Die Ärzte         |
| 1997 | Von Hamburg nach Haiti Skaters Have More Fun II                                                        | Erstveröffentlichung: 2. September 1997 als Fettes Brot ohne Worte |
| 1998 | Mehr Schein Die-drei-??? Nr. 79 – Im Bann des Voodoo                                                   | Erstveröffentlichung: 9. März 1998                                 |
| 1999 | Das schönste Gefühl … Großes Kino                                                                      | Erstveröffentlichung: 2. August 1999 Gasttitel bei Blumentopf      |
| 2003 | Ich bin müde Rio Reiser – Familienalbum: Eine Hommage                                                  | Erstveröffentlichung: 27. Oktober 2003 Original: Wolfgang Michels  |
| 2011 | Man kann einen ehrlichen Mann nicht auf seine Knie zwingen Oh, dieser Sound! – Stars spielen Superpunk | Erstveröffentlichung: 6. Mai 2011 Original: Superpunk              |
| 2013 | Keine Eier Juice CD Vol. 120                                                                           | Erstveröffentlichung: 19. Dezember 2013                            |
| 2019 | Bongo Magic Cutout01                                                                                   | Erstveröffentlichung: 18. Februar 2019 als Die 3                   |

### Videoalben
| Jahr | Titel Musiklabel                                                         | Anmerkungen                                                                                  |
| ---- | ------------------------------------------------------------------------ | -------------------------------------------------------------------------------------------- |
| 2002 | Amnesie – 16 Singles und Videos gegen das Vergessen Yo Mama (EMI)        | Erstveröffentlichung: 22. November 2002 CD+DVD; Verkäufe werden der Kompilation hinzuaddiert |
| 2015 | Erdbeerbowle Fettes Brot Schallplatten (GA)                              | Erstveröffentlichung: 4. September 2015 Teil von Teenager vom Mars (Boxset)                  |
| 2017 | Gebäck in the Days – Live in Hamburg 2016 Fettes Brot Schallplatten (GA) | Erstveröffentlichung: 8. Dezember 2017 CD+DVD; Verkäufe werden dem Livealbum hinzuaddiert    |

## Promoveröffentlichungen
| Jahr | Titel Album | Anmerkungen                                                        |
| ---- | ----------- | ------------------------------------------------------------------ |
| 2009 | Erde bebt – | Erstveröffentlichung: 16. Dezember 2009 Download auf Band-Homepage |

| Jahr | Titel Album                                    | Anmerkungen                                   |
| ---- | ---------------------------------------------- | --------------------------------------------- |
| 1995 | Gangsta Rap Auf einem Auge blöd                | Erstveröffentlichung: November 1995           |
| 2003 | Tanzverbot (Schill to Hell) –                  | Erstveröffentlichung: April 2003 feat. Bela B |
| 2015 | Das letzte Lied auf der Welt Teenager vom Mars | Erstveröffentlichung: 2015                    |
| 2019 | Ich liebe mich Lovestory                       | Erstveröffentlichung: 12. April 2019          |

## Boxsets
| Jahr | Titel Musiklabel                                  | Anmerkungen                                                       |
| ---- | ------------------------------------------------- | ----------------------------------------------------------------- |
| 1997 | Silberfische – Einzelgänger Box Alternation (IRS) | Erstveröffentlichung: 7. Januar 1997 Verkäufe: 10.000 (limitiert) |
| 2007 | Strandgut Fettes Brot Schallplatten (Indigo)      | Erstveröffentlichung: 15. Juni 2007                               |

## Statistik

### Chartauswertung
|                     | DE     | AT     | CH     |
| ------------------- | ------ | ------ | ------ |
| Nummer-eins-Alben   | DE—DE  | AT—AT  | CH—CH  |
| Top-10-Alben        | DE10DE | AT2AT  | CH—CH  |
| Alben in den Charts | DE16DE | AT11AT | CH13CH |

|                       | DE     | AT    | CH     |
| --------------------- | ------ | ----- | ------ |
| Nummer-eins-Singles   | DE—DE  | AT1AT | CH—CH  |
| Top-10-Singles        | DE5DE  | AT2AT | CH1CH  |
| Singles in den Charts | DE27DE | AT8AT | CH10CH |

### Auszeichnungen für Musikverkäufe
Anmerkung: Auszeichnungen in Ländern aus den Charttabellen bzw. Chartboxen sind in ebendiesen zu finden.
| Land/RegionAuszeichnungen für Musikverkäufe (Land/Region, Auszeichnungen, Verkäufe, Quellen) | Gold     | Platin | Verkäufe | Quellen           |
| -------------------------------------------------------------------------------------------- | -------- | ------ | -------- | ----------------- |
| Deutschland (BVMI)                                                                           | 2× Gold2 | —      | 250.000  | musikindustrie.de |
| Österreich (IFPI)                                                                            | Gold1    | —      | 15.000   | ifpi.at           |
| Insgesamt                                                                                    | 3× Gold3 | —      |          |                   |